# Calvary (Angel)
Calvary (conocido en los doblajes de América Latina y España como Calvario) es el decimoprimer episodio de la cuarta temporada de la serie de televisión estadounidense de drama sobrenatural y terror Ángel. El guion del episodio estuvo a cargo de los guionistas Mere Smith, Jeffrey Bell y Steven S. DeKnight mientras que la dirección general estuvo a cargo de Bill L. Norton. Su estreno en los Estados Unidos fue el 12 de febrero de 2003 por The CW.
Con el alma de Ángel robada de la caja fuerte del hotel, el equipo de Ángel está preocupado, dado que no tienen idea de como traer de regreso a su campeón antes de que sea muy tarde. Cuando Cordelia aparece con un hechizo que podría funcionar, Lilah por su parte regresa a Los Ángeles buscando ayuda para desaparecer a la bestia.  

## Argumento
Cordelia, Wesley y Connor confrontan a Wo-Pang, el hechicero responsable de quitarle el alma a Ángel, con el objetivo de averiguar qué paso con el alma de su jefe. Wo se las arregla para confirmar que no fue él quién robo el alma y les confirma a los héroes que sigue en el frasco donde la puso, de manera que si algo le pasa al recipiente el alma dejará de existir. Mientras en el Hyperion, Gunn y Fred vuelven a tener una pequeña discusión sobre su relación, Fred por su parte quiere volver a darse una oportunidad, pero Gunn esta demasiado herido por el beso que su novia se dio con Wesley, quien lejos de ser su enemigo, también es su mayor amenaza. A consecuencia de los problemas de confianza entre los dos, el noviazgo entre ambos termina de forma abrupta.   
Mientras tanto, en el sótano del hotel, Ángelus termina siendo visitado por Lilah Morgan, quien está dispuesta a sacarlo de la jaula a cambio de que la ayude a matar a la Bestia, sin embargo el vampiro solo se dedica a burlarse de la condición de la abogada. Cuando Cordelia, Wesley y Connor regresan al Hyperion, el resto del Investigaciones Ángel descubren a Lilah en el sótano y se apresuran al lugar para impedir que el peligroso vampiro consiga escapar de su prisión. 
Wesley se ofrece a encontrar a Lilah y cuando la alcanza, descubre sorprendido que la mujer sin Wolfram&Hart está muy vulnerable y desesperada, además de que no ha podido sanar la herida que le hizo la bestia. Lilah le revela que solo quería la ayuda de Ángelus para detener a la bestia y revela que tiene bajo su posesión un libro parecido al que tiene Investigaciones Ángel, solo que contiene un pasaje extra que habla sobre el poderoso e imparable demonio. Al darse cuenta de que Lilah está dispuesta a todo por un enemigo que tienen en común, Wesley termina trayendo a Lilah al Hyperion al revelarle sus intenciones a sus compañeros, quienes como era de esperarse desconfían de la abogada y la tratan mal, siendo el más afectado Lorne, quien no ha podido olvidar lo que Wolfram & Hart le hizo con su mente.
Gunn decide vigilar un tiempo a Ángelus para evitar que alguien más quiera liberar al vampiro y lo custodia armado con lanzallamas y soportando las burlas del malvado alter ego de su jefe, quien con sus manipulaciones se las arregla para averiguar que su noviazgo con Fred ya terminó. Cuando Fred y Wesley bajan para comentarle a Gunn sobre su reciente descubrimiento, Ángelus, en señal de aburrimiento, finalmente decide confesar sus sospechas de que la bestia, es solo un sirviente de alguien más y de paso arruinar la recién formada amistad entre Fred y Wesley, al revelar que el inglés y Lilah solían dormir juntos. En otra parte de Los Ángeles, la bestia se ve con su "amo" y le entrega una especie de estaca hecha por sus propios huesos.
Wesley, Cordelia, Fred, Gunn, Connor, Lorne y Lilah analizan las pistas que han encontrado en el libro de otra dimensión de Lilah y basándose en lo que han pasado finalmente descubren algo importante: toda la información disponible de la bestia fue borrada de la dimensión en la que se encuentran, lo que explicaría por qué Ángel no recordaba su encuentro con la bestia y por qué Ángelus sí. A pesar de encontrar solo una pista en su búsqueda por solucionar el problema con la bestia, Lilah adquiere una aptitud muy pesimista, y no es sino después de una pequeña discusión con Cordelia, en el que la vidente recibe una visión con un hechizo para traer a Ángel de regreso.
Después de conseguir algunos talismanes y especias para el hechizo, y con Connor y Gunn consiguiendo el cráneo de un "devorador de almas". La pandilla entera baja al sótano y someten a Ángelus con un hechizo que le regresa el alma, ya que Lorne inmediatamente detecta el alma con sus poderes psíquicos. Aunque Ángel recupera el alma, este se niega a salir de la jaula afirmando que el hechizo puede ser temporal y reasume el liderazgo del grupo sin poner en riesgo la vida de sus amigos. Cordelia es la única que se queda en el sótano con Ángel e insiste en liberarlo, pero al hacerlo, la vidente descubre con horror que Ángelus los ha engañado y termina encerrada en la jaula e inconsciente. Ángelus aprovecha la situación para escapar del Hyperion y tratar de alimentarse, pero cambia de parecer cuando descubre que Los Ángeles esta en caos a causa de la noche eterna.
Wesley, Gunn, Fred y Connor parten a buscar a Ángelus para detenerlo, pero al rastrearlo descubren que el vampiro decidió regresar al hotel. En el Hyperion Lilah y Cordelia se enfrentan a Angelus, quien está decidido a asesinarlas. Ángelus inicia un juego del gato y el ratón con Lilah tratando de matarla, pero las cosas toman un giro inesperado cuando es Cordelia quien intercepta a Lilah y la mata con la misma estaca de ofrenda que la bestia le otorgó a su "amo". Luego esta le comenta a la agonizante abogada que hay una razón detrás de la liberación de Ángelus.

## Elenco

### Principal
- David Boreanaz como Ángelus.
- Charisma Carpenter como Cordelia Chase.
- J. August Richards como Charles Gunn.
- Amy Acker como Winifred Burkle.
- Vincent Kartheiser como Connor.
- Alexis Denisof como Wesley Wyndam-Pryce.

## Producción
El título del episodio ha generado controversia sobre su autenticidad. Pues en el inglés es confundido con una referencia dicha por Lilah en el episodio donde menciona la palabra Caballería (en inglés es "Cavalry"). Cuando el título evoca más bien al Calvario o Golgotha, que es el lugar cerca de Jerusalén donde Jesucristo fue crucificado.  

### Continuidad
- Gunn y Fred terminan su relación sentimental.
- Lilah es asesinada por Cordelia.
- Ángelus revela que Ángel no se creyó la mentira de Gunn y Fred para tapar el asesinato del profesor Geyer. (Supersymmetry).

## Recepción

### Crítica
Noel Murray de AV Club comentó: En un (posible) tema no revelado, diré que he estado impresionado de como en “Soulless” y “Calvary,” todo lo que Angelus ha revelado terminó por desmoronar el equipo y fue información que consiguió sin ayuda de algún poder de villano. Todas son cosas que Angel ya sabía. Al lo largo de la temporada hemos visto a Angel descubriendo sobre Wes y Lilah, y Cordelia y Connor, y los otros secretitos que sus amigos han estado escondido con grados variantes de éxito. Lo que significa que el mismo Ángel pudo hacer todo lo que Ángelus ha hecho, en cualquier momento, si así lo hubiera querido. La pregunta es: ¿El silencio de Ángel ante esas situaciones lo vuelven más noble? ¿O solo estaba adoptando la atmósfera que Ángelus está explotando?